# Llac Dongting
El llac Dongting (en xinès: 洞庭湖, Dòngtíng Hú) és un llac situat a Hunan, Xina. Té una extensió d'uns 5.500 km², variable segons les estacions, i està situat al sud del riu Iang-Tsé, on s'han instal·lat nombroses centrals hidroelèctriques. És alimentat pels rius Iang-Tsé, Xiang, Yuan, Lishui i Zi.